# نوووسوکولنیکی
شهر نوووسوکولنیکی (به روسی: Новосокольники) در کشور روسیه و در اوبلاست پسکوف واقع شده‌است.